# Арнольд Віланд
Арно́льд Ві́ланд (нім. Arnold Wieland; 1 серпня 1940) — італійський римо-католицький абат німецького походження. Великий магістр Тевтонського ордену (1988—2000). Пріор орденської провінції Південний Тіроль (з 2014). 

## Біографія
Народився в Реноні, Південний Тіроль, Італія. Світське ім'я — О́тмар (нім. Othmar).  5 жовтня 1959 року вступив до Тевтонського Ордену, отримав нове ім'я Арнольд. 6 жовтня 1960 року склав перші чернечі обітниці, а 28 грудня 1966 року — остаточні. 28 червня 1966 року прийняв таїнство священства. Доктор теології (1996, Інсбруцький університет, дисертація присвячена мученику Юстину). З 1976 року займався душпастирською роботою серед студенства Південного Тіролю. 29 серпня 1988 року обраний 64-м великим магістром Ордену на зборах орденського капітулу. 30 жовтня того ж року отримав висвячення на абатство від больцанського єпископа Вільгельма Еггера. 29 жовтня 1994 року переобраний на посаду великого магістра на зборах орденського капітулу. На зборах капітулу в Лані передав посаду Бруно Платтеру, залишився братом Ордену. 2003 року повернувся з Відня до Південного Тіроля. Викладав у Вільному Больцанському університеті (2003—2014). Почесний член K.A.V. Capitolina Rom (1997). Також — Арно́льд-О́тмар Ві́ланд.